# San Miguel de Cozumel
San Miguel de Cozumel è il capoluogo e la maggiore città dell'isola di Cozumel, in Messico, nello stato di Quintana Roo, del quale è la seconda città più antica.
La città, fondata nel XIX secolo dalla popolazione che fuggiva per via della guerra de Castas, è oggi una delle più importanti destinazioni balneari del Messico, soprattutto per i turisti in crociera e gli amanti dell'attività subacquea, per via delle sue acque cristalline.
Può contare sulla presenza di un aeroporto internazionale e un traghetto per la comunicazione con Playa del Carmen e il resto del continente.
Nel mese di ottobre del 2005 la cittadina fu investita dall'uragano Wilma, riportando grossi danni e recuperandosi economicamente e turisticamente solo l'anno seguente.